# Mậu Lâm, Cao Hùng

Vị trí tại Cao Hùng

Mậu Lâm (tiếng Trung: 茂林區; bính âm: Màolín Qū) là một khu (quận) của thành phố Cao Hùng, Trung Hoa Dân Quốc (Đài Loan). Đây là một quận miền núi và là nơi cư trú của thổ dân Đài Loan. Diện tích của quận là 194 km², dân số vào tháng 8 năm 2011 chỉ là 1.838 người thuộc 576 hộ, mật độ cư trú đạt 9,5 người/km².